# HAARP (альбом)
| Оценки критиков  | Оценки критиков |
| Источник         | Оценка          |
| ---------------- | --------------- |
| AbsolutePunk.net | 90%             |
| Allmusic         | [ 2 ]           |
| Melodic.net      | [ 3 ]           |
| NME              | 8/10            |
| Pitchfork Media  | 6.5/10          |
| Q                | [ 6 ]           |

HAARP — концертный альбом британской рок-группы Muse. Запись сделана на концертах на стадионе Уэмбли 16 и 17 июня 2007 года. Выпущен 17 марта 2008 в Великобритании и 1 апреля 2008 в США. На CD вышла запись концерта 16 июня 2007, в то время как DVD содержит видеосъемку концерта от 17 июня. Альбом выпущен в двух версиях: DVD+CD и специальное издание.

## Релиз
Полное видео «Unintended» вышло на официальном сайте группы в Сочельник, 24 декабря 2007. 17 марта появились короткие участки видео «Knights of Cydonia», «Supermassive Black Hole», «Feeling Good», «New Born», «Blackout» и рифф «Stockholm Syndrome». «Feeling Good» был вскоре показан на различных телеканалах, хотя это видео не рекламировалось на официальном сайте.
В дополнение к CD/DVD альбому был выпущен специальный выпуск HAARP. Некоторые участки HAARP доступны для загрузки — «Knights of Cydonia», «Supermassive Black Hole», «Unintended» и «Plug In Baby».

## Версии

### HAARP (DVD+CD)
1. DVD
2. CD 72 минуты концертного аудио

EAN: 0825646967797

### HAARP (DVD+CD) специальное издание
1. DVD
2. CD 72 минуты концертного аудио
3. Включает виртуальный буклет с эксклюзивной фотогалереей.

EAN: 0825646968244

## Содержание

### DVD
1. Intro
2. Knights Of Cydonia
3. Hysteria
4. Supermassive Black Hole
5. Map of the Problematique
6. Butterflies and Hurricanes
7. Hoodoo
8. Apocalypse Please
9. Feeling Good
10. Invincible
11. Starlight
12. Improvisation
13. Time Is Running Out
14. New Born
15. Soldier's Poem
16. Unintended
17. Blackout
18. Plug In Baby
19. Stockholm Syndrome
20. Take a Bow

### CD
1. Intro — 1:45
2. Knights Of Cydonia — 6:38
3. Hysteria — 4:20
4. Supermassive Black Hole — 4:02
5. Map of the Problematique — 5:23
6. Butterflies and Hurricanes — 5:57
7. Invincible — 6:16
8. Starlight — 4:14
9. Time Is Running Out — 4:24
10. New Born — 8:17
11. Unintended — 4:37
12. Micro Cuts — 3:48
13. Stockholm Syndrome — 7:48
14. Take a Bow — 4:43